# Москалёв, Дмитрий Егорович
Дми́трий Его́рович Москалёв (29 апреля 1918 — 3 июля 2001) — участник Великой Отечественной войны, Герой Советского Союза (1945).

## Биография
Родился 29 апреля 1918 года в селе Волжанец ныне Советского района Курской области в семье крестьянина. Окончил 7 классов. По путёвке комсомола в 1937 году приехал в Магнитогорск, поступил в школу ФЗУ № 1 (после Профессиональное училище № 19, позже Профессиональное училище № 97), после окончания которого получил специальность, электромонтер. Работал на Магнитогорском металлургическом комбинате.
В Красной Армии с 1941 года. Фронтовую жизнь Москалёв Д. Е. начал рядовым. Но вскоре был направлен на учёбу в военное училище в город Привольск, которое закончил в звании лейтенанта.
Старший лейтенант, командир стрелковой роты Москалёв Д. Е. воевал с немецко-фашистскими захватчиками на Брянском, Западном, 3-м Белорусских фронтах. С боями Москалёв Д. Е. прошёл путь от Витебска до Кёнигсберга.
Командир роты 707-го стрелкового полка 215-й стрелковой дивизии  Москалёв  при прорыве обороны противника в районе деревне Мицки (Шакайский район Литовской ССР) 15 августа 1944 года в числе первых ворвался в траншею немцев. 21 августа рота Москалёва Д. Е. отразила атаку противника в районе деревни Курбанты и удерживала свои позиции до прихода основных сил. Впоследствии рота Д. Е. Москалёва первой вышла на государственную границу с Восточной Пруссией.
Летом 1945 года вся 5-я армия в полном составе была переброшена из Восточной Пруссии на Дальний Восток и передана в войска 1-го Дальневосточного фронта. В его рядах командир роты Д. Е. Москалёв участвовал в советско-японской войне. Его рота отличилась в первые же часы Манчжурской наступательной операции, первой перейдя границу, скрытным походом через тайгу незамеченной приблизившись к японскому приграничному узлу оборону и с ходу захватив его. Затем прошёл боевой путь от границы до Харбина.
После войны продолжал службу в Советской Армии. В 1954 году окончил Военную академию им. М. Фрунзе, служил в Германии, Литве, войсковых частях РФ. В 1964-1965 г.г. продолжил службу военным советником на Кубе в период Карибского кризиса.
В 1965 году назначен на должность военного комиссара Белгородской области. В 1974 году уволен в запас. С 1975 года работал председателем областного совета Всероссийского общества спасения на водах.

## Награды
- 24 марта 1945 года Дмитрию Егоровичу Москалёву было присвоено звание Героя Советского Союза.
- Награждён орденом Ленина, орденом Красного Знамени, орденом Александра Невского, двумя орденами Отечественной войны I-ой степени, орденом Отечественной войны II-ой степени, орденом Красной Звезды, медалями.